# Samuel Rolles Driver
Samuel Rolles Driver, född 2 oktober 1846, död 26 februari 1914, var en brittisk teolog och språkforskare.
Driver var professor i hebreiska i Oxford. Med arbetet A treatise on the use of the tenses in Hebrew (1874, flera nya upplagor) blev Driver den, som i Storbritannien grundlade ett modernt vetenskapligt studium av hebreiska. Som teolog intog han en moderat kritisk hållning. Av han övriga skrifter märks Introduction to the literature of the Old Testament (1891, 9:e upplagan 1913), samt flera kommentarer till olika böcker i Gamla testamentet.